# Kathleen Collins
Kathleen Collins (auch Katherine; auch Kathleen Conwell; Kathleen Conwell Collins; Kathleen Collins Prettyman; * 18. März 1942 in Jersey City; † 18. September 1988 in Nyack) war eine US-amerikanische Schriftstellerin und Filmproduzentin.

## Leben
Kathleen Collins’ Vater arbeitete als Leichenbestatter und später als Lehrer. Er war der erste afroamerikanische Abgeordnete im Staat New Jersey. Sie besuchte die High School und ab 1959 das Skidmore College in Saratoga Springs, wo sie 1963 einen B.A. in Philosophie und Religion erhielt. 1962 schloss sie sich dem Student Nonviolent Coordinating Committee (SNCC) an und agitierte im Bundesstaat Georgia für das Wahlrecht der schwarzen Bevölkerung, wobei sie zweimal inhaftiert wurde.
Sie arbeitete als Französischlehrerin in Newton, Massachusetts und besuchte Abendkurse an der Harvard University. 1965 erhielt sie ein Stipendium für Frankreich und studierte Filmgeschichte mit dem Schwerpunkt Romanverfilmung, ein Vorbild für sie wurde die Arbeit von Eric Rohmer. Sie erhielt 1966 einen Master an der Sorbonne. In der Zeit schrieb sie auch Übersetzungen für die Filmzeitschrift Cahiers du Cinéma. Sie arbeitete danach für den Radiosender WNET in New York City.
1974 wurde sie Hochschullehrerin am City College of New York und erhielt dort eine Professur für Filmgeschichte und Drehbuch. Sie verfilmte 1980 eine Kurzgeschichte von Henry Roth. 1982 schrieb sie das semi-autobiografische Drehbuch für den Film Losing Ground, bei dem sie auch selbst Regie führte. Der Film gilt als einer der ersten, bei dem eine Afro-Amerikanerin Regie führte. Collins schrieb danach zwei weitere Theaterstücke und ihren ersten Roman.
Collins starb an Brustkrebs. Sie war zweimal verheiratet und hatte zwei Kinder. Sie lebte in Piermont, New York.
Collins’ Werk galt als vergessen, bis 2015 der Film Losing Ground zum ersten Mal in einem Kino gezeigt wurde. Collins Tochter stellte 2016 aus dem Nachlass einen Band unveröffentlichter Kurzgeschichten zusammen.

## Werke (Auswahl)
- Losing Ground. Film
- In the Midnight Hour. Drama. 1981
- The Brothers : a Play in three Acts. Drama. 1982
- Lollie: A Suburban Tale. Roman. 1984
- Whatever Happened to Interracial Love?. Kurzgeschichten. Postum. Ecco Press, 2016
  - Nur einmal. Storys. Übersetzung Brigitte Jakobeit, Volker Oldenburg. Zürich : Kampa, 2018[2]